# Xylota coeruleopicta
Xylota coeruleopicta är en tvåvingeart som beskrevs av Heikki Hippa 1978. Xylota coeruleopicta ingår i släktet vedblomflugor, och familjen blomflugor. Inga underarter finns listade i Catalogue of Life.